# 1er août 1948
Le dimanche 1er août 1948 est le 214e jour de l'année 1948.

## Naissances
- Abdelmalek Sellal, homme politique et diplomate algérien
- Aline Kominsky-Crumb, auteur de comics underground
- Armand Mastroianni, réalisateur américain
- Avi Arad, producteur de cinéma et homme d'affaires israélien, naturalisé américain en 2003
- Ben Stoneham, personnalité politique britannique
- Bob Vroman, joueur de hockey sur glace américain
- Carmen Lomana, entrepreneuse espagnole
- Cliff Branch (mort le 3 août 2019), joueur de football américain
- David Gemmell (mort le 28 juillet 2006), écrivain britannique
- Derek Lister, réalisateur et scénariste britannique
- Ion Marica, joueur roumain de rugby à XV
- Ivars Kalniņš, acteur letton
- Jean-Paul Gouteux (mort le 11 juillet 2006), journaliste français
- Joyanti Chutia, physicienne et écrivain indienne
- Lisa Fruchtman, monteuse américaine
- Michel Gurfinkiel, écrivain français
- Pierre Lamaison (mort le 4 juin 2001), anthropologue, historien
- Rainer Schmidt, sauteur à ski allemand
- Raymond Saint-Pierre, journaliste canadien
- Roland Ladrière, poète et traducteur belge
- Saint-Preux, compositeur français
- Sead Hasanefendić, entraîneur croate de handball
- Wayne Horne, joueur de hockey sur glace canadien

## Décès
- Étienne Livacic (né le 30 septembre 1911), guide de haute montagne français
- Edgar de Kergariou (né le 26 décembre 1884), personnalité politique française

## Événements
- Début de Athlétisme aux Jeux olympiques d'été de 1948 – 10 kilomètres marche hommes
- août 1948
- Création de la commune française de Butry-sur-Oise
- Fondation de la localité  Compostela aux Philippines
- Création de la municipalité Samal aux Philippines
- Création de la Flottille 12F, unité de combat française
- Création du musée de la révolution coréenne
- Publication du roman d'anticipation Temps futurs
- Fin du tribunal militaire de Dachau
- Disparition du vol Air France 072